# Liste der Biografien/Cole
Liste der Biografien |
Portal Biografien |
Personensuche
# |
A |
B |
C |
D |
E |
F |
G |
H |
I |
J |
K |
L |
M |
N |
O |
P |
Q |
R |
S |
T |
U |
V |
W |
X |
Y |
Z |
?
 
Ca |
Cb |
Cc |
Ce |
Ch |
Ci |
Cj |
Ck |
Cl |
Cm |
Cn |
Co |
Cr |
Cs |
Ct |
Cu |
Cv |
Cw |
Cy |
Cz
 
Coa–Cod |
Coe–Cok |
Col |
Com |
Con |
Coo–Coq |
Cor |
Cos |
Cot |
Cou |
Cov |
Cow |
Cox |
Coy |
Coz
 
Cola |
Colb |
Colc |
Cold |
Cole |
Colf |
Colg |
Colh |
Coli |
Colk |
Coll |
Colm |
Coln |
Colo |
Colp |
Colq |
Colr |
Cols |
Colt |
Colu |
Colv |
Colw |
Coly |
Colz
Die Liste der Biografien führt alle Personen auf, die in der deutschsprachigen Wikipedia einen Artikel haben. Dieses ist eine Teilliste mit 395 Einträgen von Personen, deren Namen mit den Buchstaben „Cole“ beginnt.

## Cole
- Cole Zimmerman, Lisa (* 1969), US-amerikanische Fußballspielerin
- Cole, A. Thomas (* 1933), US-amerikanischer klassischer Philologe
- Cole, Adam (* 1989), US-amerikanischer Wrestler
- Cole, Al (* 1964), US-amerikanischer Boxer und Weltmeister des Verbandes IBF im Cruisergewicht
- Cole, Alan (* 1950), jamaikanischer Fußballspieler
- Cole, Albert M. (1901–1994), US-amerikanischer Politiker
- Cole, Alexis (* 1976), amerikanische Jazzsängerin
- Cole, Allan (1943–2019), US-amerikanischer Autor
- Cole, Alphaeus Philemon (1876–1988), US-amerikanischer Künstler, Graveur, Illustrator und Radierer
- Cole, Andrew (* 1971), englischer Fußballspieler
- Cole, Angela (* 1994), US-amerikanische Schauspielerin und Model
- Cole, Ann (1934–1986), US-amerikanische R&B- und Gospel-Sängerin
- Cole, Anna Russell (1846–1926), US-amerikanische Philanthropin
- Cole, Ashley (* 1980), englischer FußballspielerAshley Cole (* 1980)

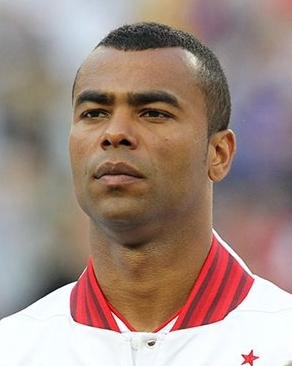
Ashley Cole (* 1980)

- Cole, Babette (1950–2017), britische Kinderbuchautorin und -illustratorin

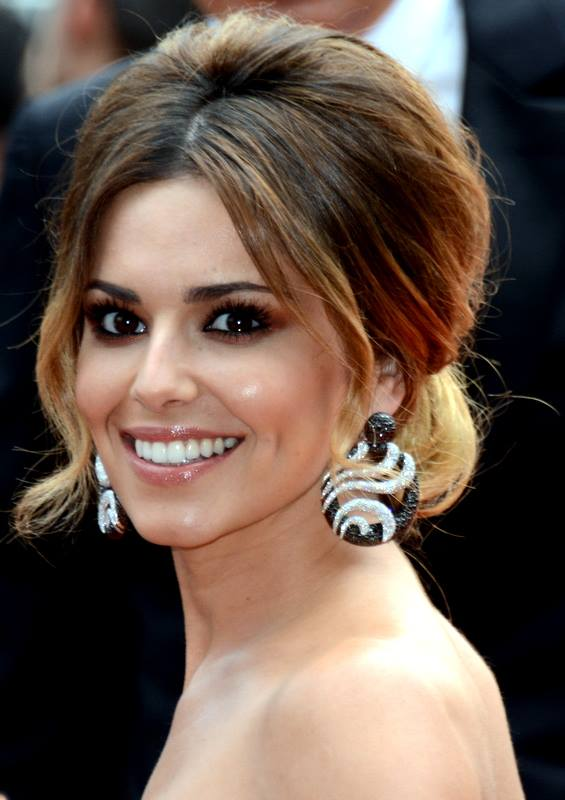
Cheryl Cole (* 1983)

- Cole, Bernard (1911–1982), US-amerikanischer Fotograf
- Cole, Bill (* 1937), US-amerikanischer Jazz-Musiker, Musikethnologe und Hochschullehrer
- Cole, Billy (* 1965), britischer Kugelstoßer
- Cole, Brendan (* 1976), neuseeländischer Latein-Tänzer
- Cole, Brendan (* 1981), australischer Hürdenläufer und Sprinter
- Cole, Briony (* 1983), australische Wasserspringerin
- Cole, Bruce (1938–2018), US-amerikanischer Kunsthistoriker
- Cole, Buddy (1916–1964), US-amerikanischer Musiker (Piano, Celesta, Orgel) und Orchesterleiter
- Cole, Carlton (* 1983), englischer Fußballspieler
- Cole, Carolyn (* 1961), US-amerikanische Fotografin
- Cole, Carroll (1938–1985), US-amerikanischer Serienmörder
- Cole, Cecilia (1921–2006), gambische Lehrerin und Politikerin
- Cole, Charlie, US-amerikanischer Kameramann
- Cole, Charlie (1955–2019), US-amerikanischer Fotograf und Fotojournalist
- Cole, Charlie (* 1986), US-amerikanischer Ruderer
- Cole, Cheryl (* 1983), britische Popsängerin und Mitglied der Casting-Girlgroup Girls AloudCheryl Cole (* 1983)
- Cole, Chris (* 1982), US-amerikanischer Skateboarder
- Cole, Christina (* 1982), britische Schauspielerin
- Cole, Christopher Okoro (1921–1990), sierra-leonischer Jurist, Generalgouverneur und Staatspräsident
- Cole, Claudiana (* 1958), gambische Politikerin
- Cole, Cornelius (1822–1924), US-amerikanischer Politiker
- Cole, Cozy (1906–1981), US-amerikanischer Jazz-Schlagzeuger
- Cole, Cyrenus (1863–1939), US-amerikanischer Politiker
- Cole, Dan (* 1987), englischer Rugbyspieler
- Cole, Danton (* 1967), US-amerikanischer Eishockeyspieler und -trainer
- Cole, David (1962–1995), US-amerikanischer Musikproduzent
- Cole, David (* 1971), US-amerikanischer Geschichtsrevisionist
- Cole, David (* 1973), maltesischer Badmintonspieler
- Cole, Deon (* 1972), US-amerikanischer Filmschauspieler, Comedian und Drehbuchautor
- Cole, Derek (* 1951), britischer Sprinter
- Cole, Desmond Thorne (1922–2018), südafrikanischer Sprachwissenschaftler und Spezialist für die Pflanzengattung Lithops
- Cole, Devante (* 1995), englischer Fußballspieler
- Cole, Donald B. (1922–2013), US-amerikanischer Historiker
- Cole, Dylan, US-amerikanischer Szenenbildner
- Cole, Ed (1909–1977), amerikanischer Erfinder, Automobilingenieur und leitender Angestellter von General Motors
- Cole, Emerson (1927–2019), US-amerikanischer American-Football-Spieler
- Cole, Eric Kirkham (1901–1966), britischer Unternehmer
- Cole, Erik (* 1978), US-amerikanischer Eishockeyspieler
- Cole, Ernest (1940–1990), südafrikanischer Fotograf
- Cole, Everett B. (1910–2001), amerikanischer Science-Fiction-Autor
- Cole, Fanny (1860–1913), neuseeländische Schulleiterin, Prohibitionistin und Frauenrechtlerin
- Cole, Finn (* 1995), britischer Schauspieler
- Cole, Frank Nelson (1861–1926), US-amerikanischer Mathematiker
- Cole, Freddy (1931–2020), US-amerikanischer Jazzpianist und Sänger
- Cole, Gamba (* 1992), britischer Schauspieler
- Cole, Gary (* 1956), US-amerikanischer SchauspielerGary Cole (* 1956)

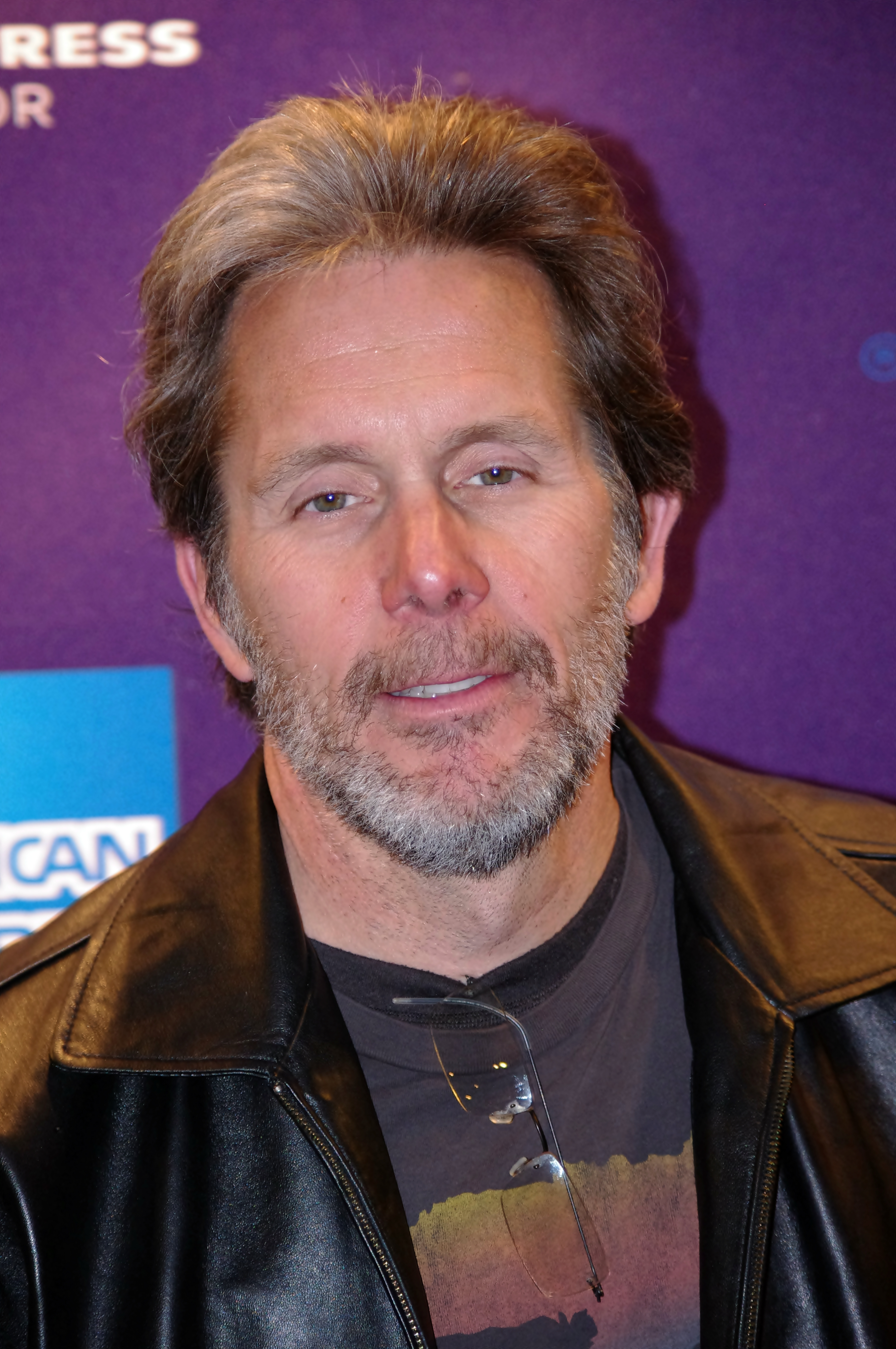
Gary Cole (* 1956)

- Cole, Gene (1928–2018), US-amerikanischer Sprinter
- Cole, George (1925–2015), britischer Schauspieler
- Cole, George Douglas Howard (1889–1959), britischer Wirtschaftswissenschaftler. Historiker und Autor
- Cole, George Edward (1826–1906), US-amerikanischer Politiker
- Cole, George James, Baron Cole (1906–1979), britischer Unternehmer, Wirtschaftsmanager und Politiker
- Cole, Gracie (1924–2006), britische Jazz- und Unterhaltungsmusikerin (Trompete)
- Cole, Hal (1912–1970), US-amerikanischer Autorennfahrer
- Cole, Henry (1808–1882), englischer Staatsbeamter
- Cole, Holly (* 1963), kanadische Jazz-Sängerin
- Cole, Ian (* 1989), US-amerikanischer Eishockeyspieler
- Cole, Isabel Fargo (* 1973), US-amerikanische Schriftstellerin und Übersetzerin
- Cole, J. (* 1985), US-amerikanischer Rap-Musiker
- Cole, Jack (1911–1974), US-amerikanischer Tänzer und Choreograf
- Cole, Jack (1914–1958), US-amerikanischer Künstler, Cartoonist, Comicautor und -zeichner
- Cole, James (* 1988), britischer Rennfahrer
- Cole, James M. (* 1952), US-amerikanischer Jurist
- Cole, Janet, US-amerikanische Produzentin
- Cole, Jasper (* 1964), US-amerikanischer Schauspieler, Fernseh- und Filmproduzent sowie Fernsehmoderator
- Cole, Jayden (* 1985), US-amerikanische Pornodarstellerin und Schauspielerin
- Cole, Joe (* 1981), englischer Fußballspieler
- Cole, Joe (* 1988), britischer SchauspielerJoe Cole (* 1988)

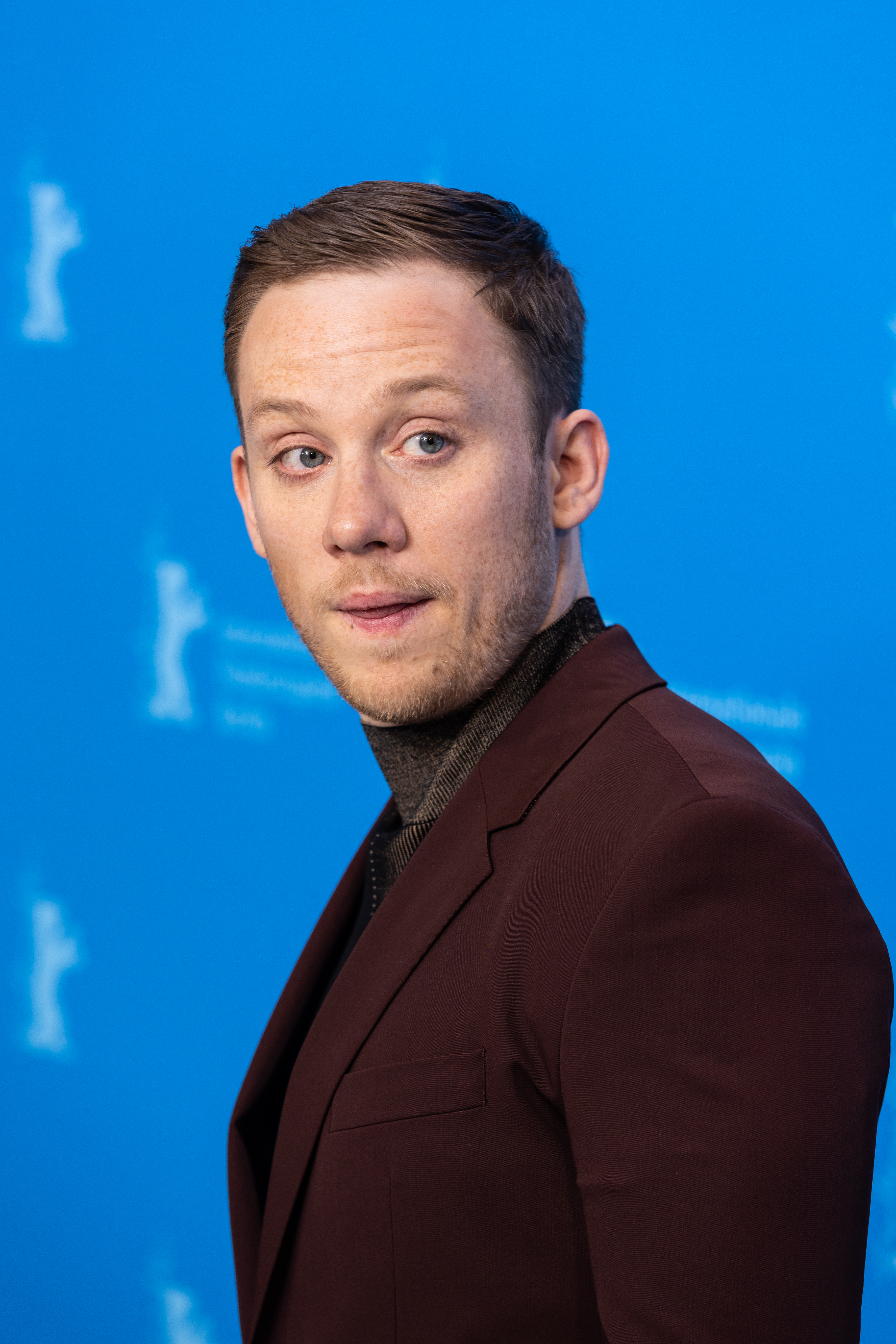
Joe Cole (* 1988)

- Cole, Joe Robert (* 1980), US-amerikanischer Filmregisseur, Drehbuchautor, Filmproduzent und Schauspieler
- Cole, John T. (1895–1975), US-amerikanischer Offizier, Generalmajor der US-Army
- Cole, Johnnetta (* 1936), US-amerikanische Anthropologin und Museumsdirektorin
- Cole, Jonathan R. (* 1942), US-amerikanischer Soziologe
- Cole, Joseph Foxcroft (1837–1892), US-amerikanischer Landschaftsmaler, Vertreter der American Barbizon School
- Cole, Juan (* 1952), US-amerikanischer Historiker
- Cole, Julian (1925–1999), US-amerikanischer angewandter Mathematiker (Störungstheorie)
- Cole, June (1903–1960), US-amerikanischer Jazz-Bassist (Kontrabass, Tuba, Basssaxophon)
- Cole, K. C. (* 1946), US-amerikanische Wissenschaftsjournalistin und Schriftstellerin
- Cole, Keelan (* 1993), US-amerikanischer American-Football-Spieler
- Cole, Kenneth Stewart (1900–1984), US-amerikanischer Biophysiker
- Cole, Keyshia (* 1981), US-amerikanische R&B- und Soul-Sängerin
- Cole, Kresley, US-amerikanische Schriftstellerin
- Cole, Kyla (* 1978), slowakisches Model, Modedesignerin und Aktmodell
- Cole, Larry (* 1946), US-amerikanischer American-Football-Spieler
- Cole, Laurence (* 1968), britischer Historiker
- Cole, Leslie (* 1987), US-amerikanische Sprinterin
- Cole, Lester (1904–1985), US-amerikanischer Drehbuchautor
- Cole, Lewis Gregory (1874–1954), US-amerikanischer Radiologe
- Cole, Lily (* 1987), britisches Model und SchauspielerinLily Cole (* 1987)

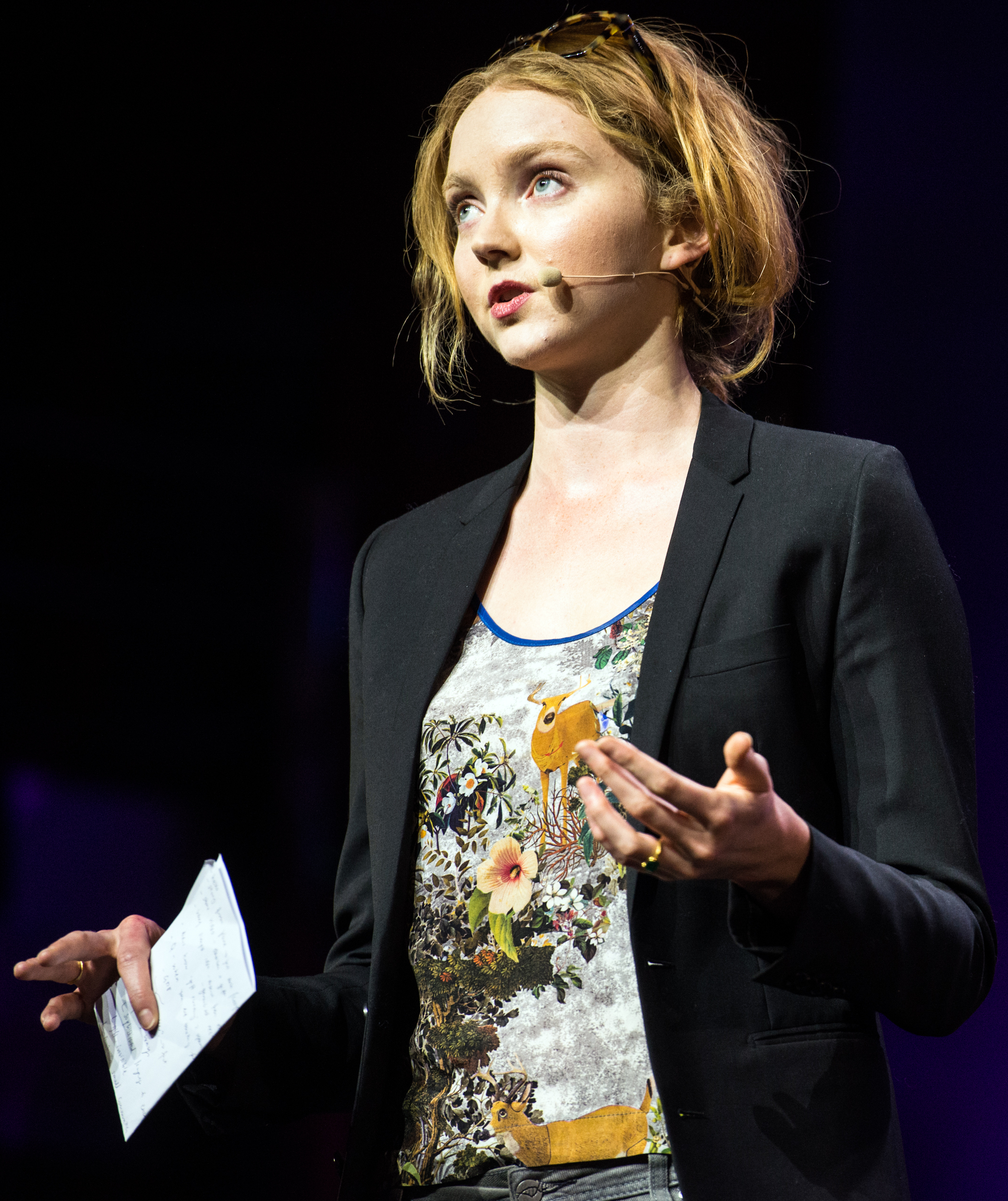
Lily Cole (* 1987)

- Cole, Lisa, US-amerikanische Schauspielerin und Podcasterin
- Cole, Lisa (* 1973), US-amerikanische Fußballtrainerin
- Cole, Lloyd (* 1961), britischer Sänger und Songwriter
- Cole, Lorraine (* 1967), englische Badmintonspielerin
- Cole, Louis (* 1983), englischer Filmemacher und Videoblogger
- Cole, Lowry (1772–1842), britischer General, Politiker und Kolonialgouverneur
- Cole, Madelyn (* 1997), US-amerikanische Volleyballspielerin
- Cole, Margaret (1893–1980), britische Sozialistin, Politikerin, Autorin und Dichterin
- Cole, Mark D. (* 1972), britischer Rechtswissenschaftler
- Cole, Martina (* 1959), englische Kriminalschriftstellerin
- Cole, Mason (* 1996), US-amerikanischer American-Football-Spieler
- Cole, Megan, Schauspielerin
- Cole, Michael (* 1938), US-amerikanischer Psychologe
- Cole, Michael (1940–2024), US-amerikanischer Schauspieler
- Cole, Michael (* 1968), US-amerikanischer Journalist und Wrestling-Kommentator
- Cole, Naida (* 1974), US-amerikanische Pianistin und Flötistin
- Cole, Nancy (1902–1991), US-amerikanische Mathematikerin und Hochschullehrerin
- Cole, Nat King (1919–1965), US-amerikanischer Sänger und Jazz-MusikerNat King Cole (1919–1965)

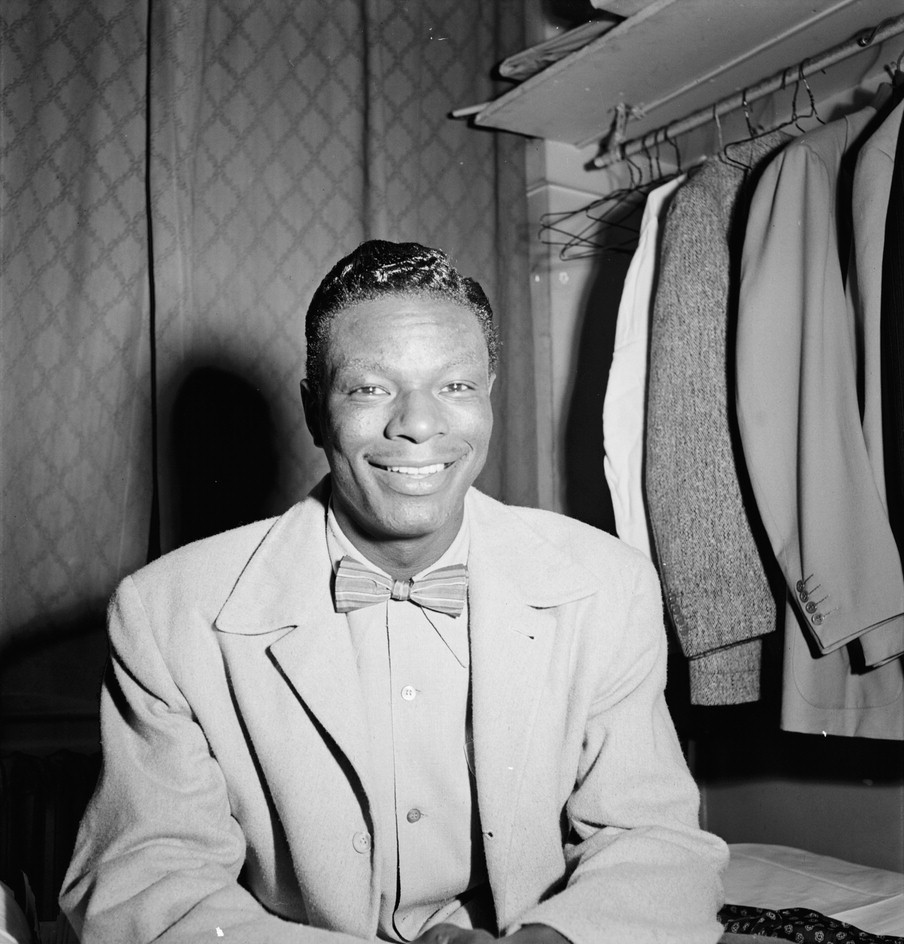
Nat King Cole (1919–1965)

- Cole, Natalie (1950–2015), US-amerikanische Sängerin und Songwriterin
- Cole, Nathan (1825–1904), US-amerikanischer Politiker
- Cole, Nigel (* 1959), britischer Regisseur
- Cole, Norris (* 1988), US-amerikanischer Basketballspieler
- Cole, Olivia (1942–2018), US-amerikanische Schauspielerin und Emmy-Gewinnerin
- Cole, Orlando (1908–2010), US-amerikanischer Cellist und Musikpädagoge
- Cole, Orsamus (1819–1903), US-amerikanischer Jurist und Politiker
- Cole, Oviatt (1809–1878), US-amerikanischer Politiker
- Cole, Paula (* 1968), US-amerikanische Singer-Songwriterin und Grammy-PreisträgerinPaula Cole (* 1968)

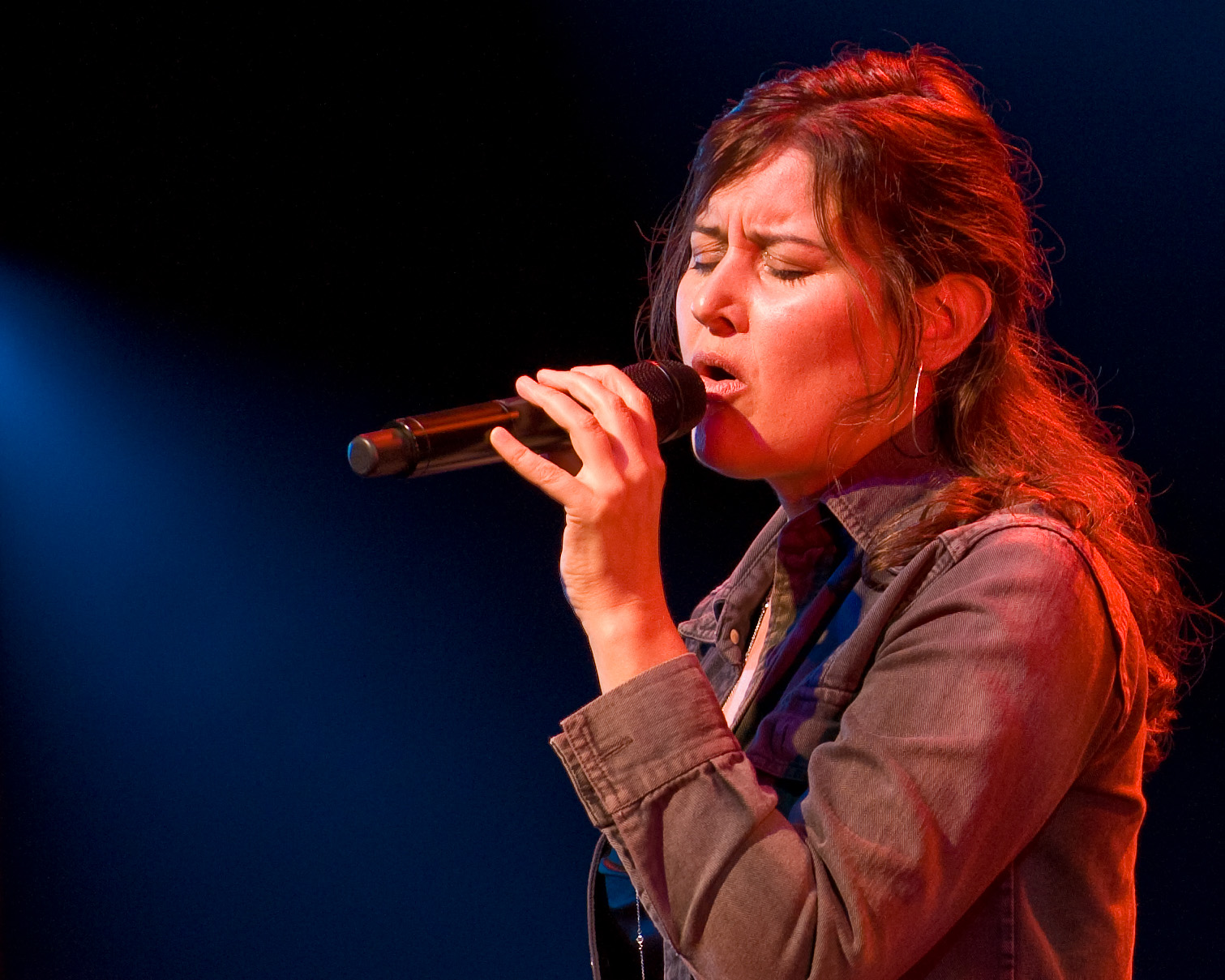
Paula Cole (* 1968)

- Cole, Peter (* 1960), US-amerikanisch-deutscher Basketballspieler
- Cole, R. Clint (1870–1957), US-amerikanischer Politiker
- Cole, Ralph D. (1873–1932), US-amerikanischer Politiker
- Cole, Richie (1948–2020), US-amerikanischer Jazz-Altsaxophonist und -Komponist
- Cole, Robert George (1915–1944), US-amerikanischer Soldat
- Cole, Robert Taylor (1905–1991), US-amerikanischer Politikwissenschaftler und Hochschullehrer
- Cole, Rosetter Gleason (1866–1952), US-amerikanischer Komponist
- Cole, Rufus (1872–1966), US-amerikanischer Internist
- Cole, Rupert (* 1909), britisch-westindischer Rhythm-&-Blues- und Jazzmusiker (Piano) trinidadischer Herkunft
- Cole, Shannon (* 1985), australischer Fußballspieler
- Cole, Shaun (* 1963), britischer Astronom
- Cole, Shelly (* 1975), US-amerikanische Schauspielerin
- Cole, Sheyi (* 1999), britischer Schauspieler
- Cole, Sonia Nassery (* 1965), afghanisch-amerikanische Regisseurin und Menschenrechtsaktivistin
- Cole, Stanley (1945–2018), US-amerikanischer Wasserballspieler
- Cole, Stephanie (* 1941), englische Schauspielerin
- Cole, Stephen (* 1941), US-amerikanischer Soziologe
- Cole, Steve (* 1971), britischer Schriftsteller
- Cole, Steven (* 1949), US-amerikanischer Opernsänger im Stimmfach Tenor
- Cole, Stewart T. (* 1955), britischer Mikrobiologe
- Cole, Stranger (* 1942), jamaikanischer Reggae-Komponist und Ska-Sänger
- Cole, Taylor (* 1984), US-amerikanische Schauspielerin und ehemaliges ModelTaylor Cole (* 1984)

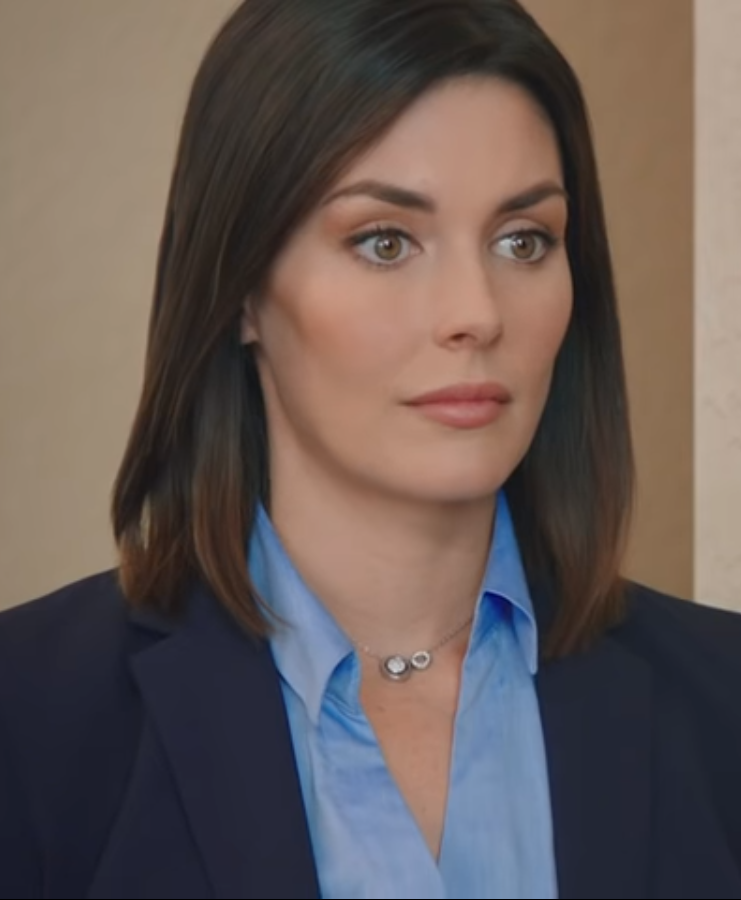
Taylor Cole (* 1984)

- Cole, Teju (* 1975), nigerianisch-amerikanischer Schriftsteller
- Cole, Theodor C. H. (* 1954), amerikanischer Wörterbuchautor
- Cole, Theodore (1913–1937), US-amerikanischer KriminellerTheodore Cole (1913–1937)

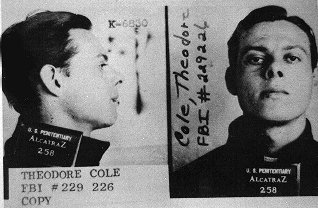
Theodore Cole (1913–1937)

- Cole, Thomas (1801–1848), US-amerikanischer Maler
- Cole, Tim (* 1950), deutsch-US-amerikanischer Internet-Publizist, Kolumnist und Buchautor
- Cole, Tom (1922–1953), US-amerikanischer Rennfahrer
- Cole, Tom (* 1949), US-amerikanischer Politiker der Republikanischen Partei
- Cole, Tosin (* 1992), britischer Schauspieler
- Cole, Tyler (* 1985), US-amerikanischer Schauspieler, Synchronsprecher, Filmproduzent, Filmregisseur, Filmeditor, Drehbuchautor und Kameramann
- Cole, Vanessa, neuseeländische Szenenbildnerin
- Cole, Volley (1931–2022), US-amerikanischer Rennrodler, Rennrodeltrainer und -funktionär
- Cole, Warren (1940–2019), neuseeländischer Ruderer
- Cole, William (1762–1833), britischer Seemann
- Cole, William Clay (1897–1965), US-amerikanischer Politiker
- Cole, William Hinson (1837–1886), US-amerikanischer Politiker
- Cole, William Purington (1889–1957), US-amerikanischer Jurist und Politiker
- Cole, William Sterling (1904–1987), US-amerikanischer Politiker (Republikaner), erster Generalsekretär der IAEO
- Cole, William Storrs (1902–1989), US-amerikanischer Paläontologe und Geologe
- Cole, Xhosa (* 1997), britischer Jazzmusiker (Saxophon, Komposition)
- Cole-Hamilton, David J. (* 1948), englischer Chemiker

### Coleb
- Colebatch, Hal (1945–2019), australischer Autor, Dichter, Dozent, Journalist, Herausgeber, Biograf und Jurist
- Colebee († 1806), Elder der Aborigines, den die Briten gefangen nahmen
- Colebee (Darug), Elder der Aborigines
- Colebourn, Jillian (* 1995), australische Biathletin
- Colebrook, Cyril Frank (1910–1997), britischer Physiker
- Colebrook, Jane (* 1957), britische Mittelstreckenläuferin
- Colebrooke, Henry Thomas (1765–1837), britischer Indologe, Präsident der Asiatischen Gesellschaft
- Colebrooke, Samson (* 1997), bahamaischer Sprinter
- Coleby, Anja (* 1971), australische Schauspielerin
- Coleby, Conrad (* 1979), australischer Schauspieler
- Coleby, Julie (* 1955), britische Marathonläuferin

### Colec
- Colechurch, Peter de († 1205), englischer Geistlicher und Architekt

### Coled
- Coledan, Marco (* 1988), italienischer Bahn- und Straßenradrennfahrer

### Colei
- Coleing, Dayle (* 1996), gibraltarischer Fußballspieler
- Coleiro Preca, Marie Louise (* 1958), maltesische Politikerin

### Colel
- Colella, Bruno (* 1955), italienischer Schauspieler und Filmregisseur
- Colella, Lynn (* 1950), US-amerikanische Schwimmerin
- Colella, Phillip, US-amerikanischer Mathematiker
- Colella, Rick (* 1951), US-amerikanischer Schwimmer

### Colem
- Coleman Radewagen, Amata (* 1947), US-amerikanische Politikerin der Republikanischen Partei, Delegierte für Amerikanisch-Samoa im US-Repräsentantenhaus
- Coleman, Al (1927–2024), US-amerikanischer Jazzmusiker (Schlagzeug)
- Coleman, Algernon (1876–1939), US-amerikanischer Romanist und Fremdsprachendidaktiker
- Coleman, Anthony (* 1955), US-amerikanischer Jazzmusiker und Komponist
- Coleman, Arthur Philemon (1852–1939), kanadischer Geologe
- Coleman, Ben (* 1991), englischer Squashspieler
- Coleman, Bessie (1892–1926), US-amerikanische PilotinBessie Coleman (1892–1926)

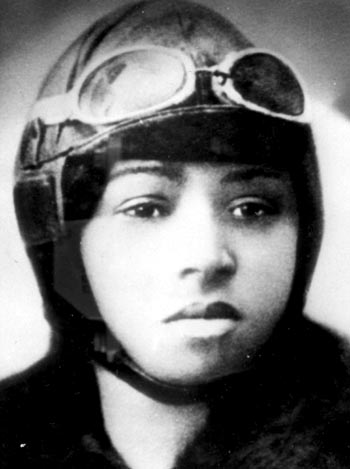
Bessie Coleman (1892–1926)

- Coleman, Bill (1904–1981), US-amerikanischer Jazz-Trompeter
- Coleman, Blake (* 1991), US-amerikanischer Eishockeyspieler
- Coleman, Bobby (* 1997), US-amerikanischer Filmschauspieler
- Coleman, Brandon (* 1992), US-amerikanischer American-Football-Spieler
- Coleman, Brandon (* 2000), deutsch-amerikanischer American-Football-Spieler
- Coleman, Castro (* 1976), US-amerikanischer Gospel- und Bluesmusiker
- Coleman, Catherine (* 1960), US-amerikanische AstronautinCatherine Coleman (* 1960)

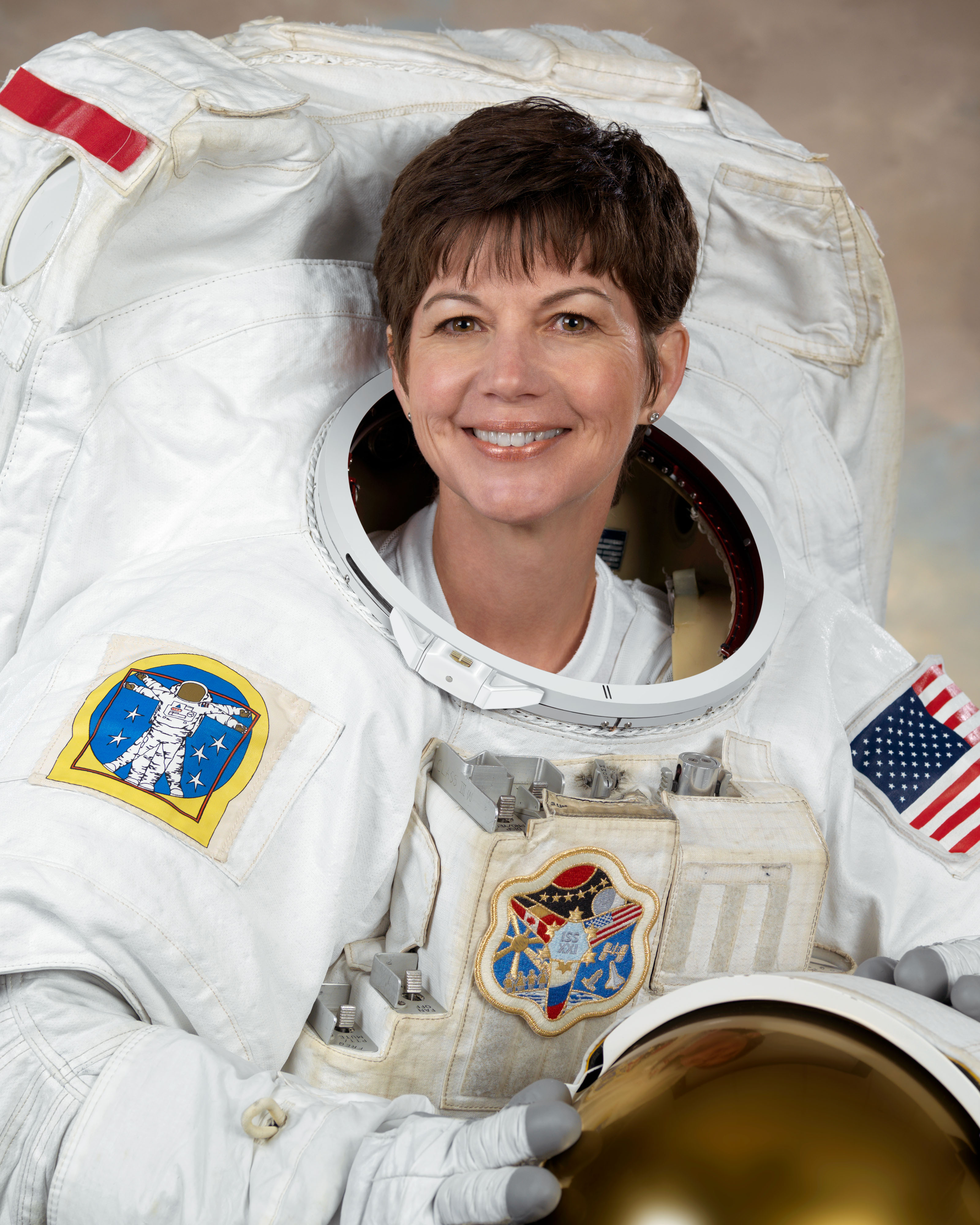
Catherine Coleman (* 1960)

- Coleman, Chad (* 1974), US-amerikanischer Schauspieler
- Coleman, Charles (1885–1951), australischer Schauspieler der Stummfilm- und Tonfilmära
- Coleman, Charles (1903–1974), britischer Offizier, Generalleutnant des Heeres
- Coleman, Charles C. (1900–1972), US-amerikanischer Filmregisseur und Regieassistent
- Coleman, Charlotte (1968–2001), britische Schauspielerin
- Coleman, Chloe (* 2008), US-amerikanische Schauspielerin
- Coleman, Chris (* 1961), US-amerikanischer Politiker
- Coleman, Chris (* 1970), walisischer Fußballspieler und -trainer
- Coleman, Christian (* 1996), US-amerikanischer SprinterChristian Coleman (* 1996)

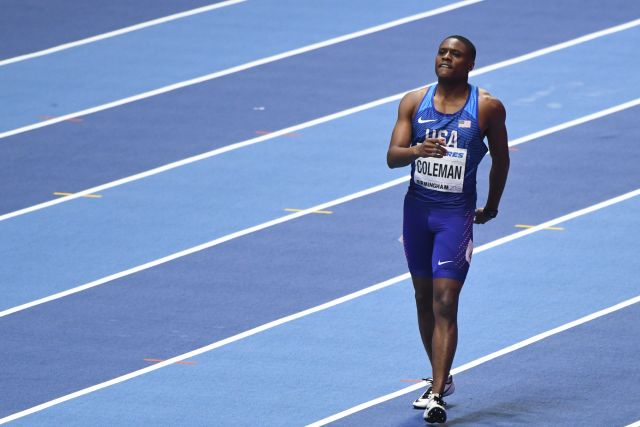
Christian Coleman (* 1996)

- Coleman, Cleopatra (* 1987), australische Schauspielerin und Tänzerin
- Coleman, Cy (1929–2004), US-amerikanischer Komponist
- Coleman, Dabney (1932–2024), US-amerikanischer Schauspieler
- Coleman, David (* 1946), britischer Demograf
- Coleman, Deborah (1956–2018), US-amerikanische Bluesgitarristin und Sängerin
- Coleman, Denardo (* 1956), US-amerikanischer Jazzschlagzeuger und -produzent
- Coleman, Derrick (* 1967), US-amerikanischer Basketballspieler
- Coleman, Derrick (* 1990), US-amerikanischer American-Football-Spieler
- Coleman, Dominic (* 1970), britischer Schauspieler
- Coleman, Don (* 1951), US-amerikanischer Sprinter
- Coleman, Douglas (1931–2014), kanadischer Biochemiker und Forscher am Jackson Laboratory
- Coleman, Earl (1925–1995), amerikanischer Jazz-Sänger
- Coleman, Earl Thomas (* 1943), US-amerikanischer Politiker
- Coleman, Elizabeth (* 2003), US-amerikanische Tennisspielerin
- Coleman, Ellis (* 1991), US-amerikanischer Ringer
- Coleman, Gary (1968–2010), US-amerikanischer SchauspielerGary Coleman (1968–2010)

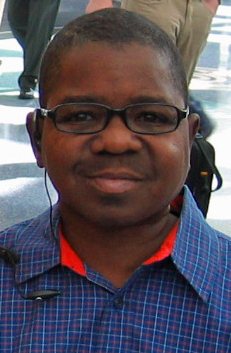
Gary Coleman (1968–2010)

- Coleman, George (1916–2005), britischer Geher
- Coleman, George (* 1935), US-amerikanischer Jazzmusiker und Tenorsaxophonist
- Coleman, George junior, US-amerikanischer Jazzmusiker
- Coleman, George William (1939–2024), US-amerikanischer Geistlicher, römisch-katholischer Bischof von Fall River
- Coleman, Georgia (1912–1940), US-amerikanische Wasserspringerin
- Coleman, Gloria (1931–2010), US-amerikanische Jazzmusikerin und Komponistin
- Coleman, Hamilton D. (1845–1926), US-amerikanischer Politiker
- Coleman, Herbert (1907–2001), US-amerikanischer Filmproduzent und Filmregisseur
- Coleman, Howard S. (1917–1996), US-amerikanischer Physiker und Oscar-Preisträger
- Coleman, Ira (* 1956), US-amerikanischer Jazz-Bassist
- Coleman, Jack (* 1958), US-amerikanischer Schauspieler
- Coleman, James (* 1941), irischer Konzeptkünstler
- Coleman, James P. (1914–1991), US-amerikanischer Jurist und Politiker
- Coleman, James Samuel (1926–1995), US-amerikanischer Soziologe
- Coleman, Jaybird (1896–1950), US-amerikanischer Bluesmundharmonikaspieler, -gitarrist und -sänger
- Coleman, Jaz (* 1960), britisch-neuseeländischer Musiker und Mitbegründer und Frontmann der Band Killing Joke
- Coleman, Jean (1918–2008), australische Sprinterin
- Coleman, Jenna (* 1986), britische SchauspielerinJenna Coleman (* 1986)

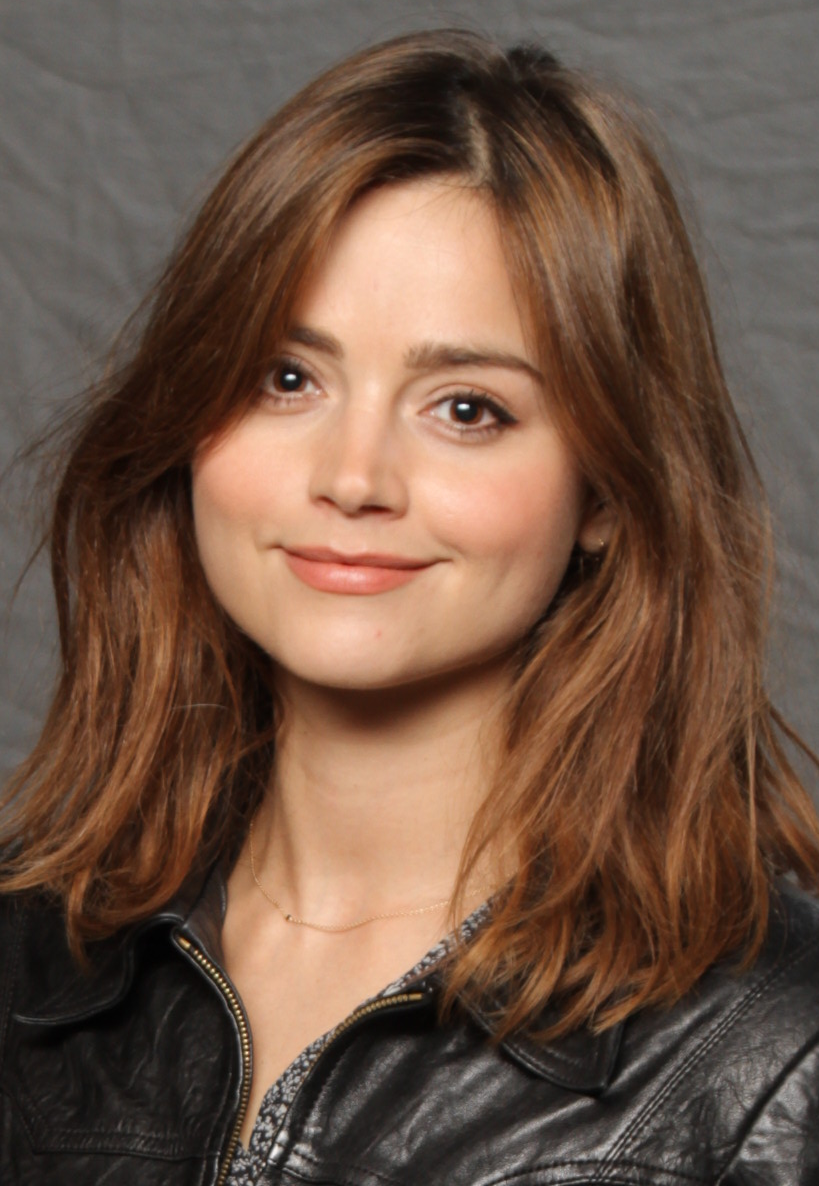
Jenna Coleman (* 1986)

- Coleman, Jennifer (* 1982), US-amerikanische Badmintonspielerin
- Coleman, Jerome (* 1979), US-amerikanischer Basketballspieler
- Coleman, Joe (* 1955), US-amerikanischer Maler
- Coleman, Johannes (1910–1997), südafrikanischer Marathonläufer
- Coleman, John Aloysius (1887–1947), irischer Geistlicher und römisch-katholischer Bischof von Armidale
- Coleman, John C. (* 1940), britischer Psychologe und Hochschullehrer
- Coleman, Jon (* 1975), US-amerikanischer Eishockeyspieler
- Coleman, Jonathan (* 1966), neuseeländischer Politiker (National Party)
- Coleman, Joseph († 1819), britischer Seemann
- Coleman, Judy Bounds (1927–2009), US-amerikanische Sängerin und Musikprofessorin
- Coleman, Kathleen M. (* 1953), US-amerikanische Klassische Philologin
- Coleman, Keon (* 2003), US-amerikanischer Footballspieler
- Coleman, Kevin (* 1998), US-amerikanischer Fußballspieler
- Coleman, Kit (1856–1915), irisch-amerikanische Kolumnistin
- Coleman, Korva, US-amerikanische Hörfunk-Journalistin des öffentlichen Senders National Public Radio (NPR)
- Coleman, Kurt (* 1988), US-amerikanischer American-Football-Spieler
- Coleman, Leon (* 1944), US-amerikanischer Hürdenläufer
- Coleman, Lionel (1918–1941), kanadischer Radrennfahrer
- Coleman, Lisa (* 1960), US-amerikanische Musikerin
- Coleman, Loren L. (* 1968), US-amerikanischer Autor
- Coleman, Lucas (* 1995), kanadischer Volleyballspieler
- Coleman, Lucretia Newman († 1948), US-amerikanische Schriftstellerin und Kolumnistin
- Coleman, Marco (* 1969), US-amerikanischer American-Football-Spieler
- Coleman, Marissa (* 1987), US-amerikanische Basketballspielerin
- Coleman, Mark (* 1964), US-amerikanischer RingerMark Coleman (* 1964)

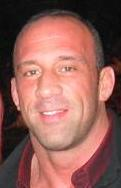
Mark Coleman (* 1964)

- Coleman, Maxx (* 1989), US-amerikanischer Pokerspieler
- Coleman, Melissa (* 1968), australische Cellistin
- Coleman, Michael (* 1946), US-amerikanischer Maler und Bildhauer
- Coleman, Michael (1956–2014), US-amerikanischer Musiker
- Coleman, Michelle (* 1993), schwedische Schwimmerin
- Coleman, Monica, französische Filmeditorin
- Coleman, Monica (* 1974), US-amerikanische Autorin und Theologin
- Coleman, Monique (* 1980), US-amerikanische Schauspielerin und Sängerin
- Coleman, Montez (1973–2022), US-amerikanischer Jazzmusiker (Schlagzeug)
- Coleman, Nancy (1912–2000), US-amerikanische Schauspielerin
- Coleman, Nathaniel (* 1997), amerikanischer Sportkletterer
- Coleman, Nicholas D. (1800–1874), US-amerikanischer Politiker
- Coleman, Norm (* 1949), US-amerikanischer Politiker
- Coleman, Olan (* 1980), US-amerikanischer Sprinter
- Coleman, Oliver (1914–1965), US-amerikanischer Jazz-Musiker
- Coleman, Ornette (1930–2015), US-amerikanischer Jazz-Musiker und -KomponistOrnette Coleman (1930–2015)

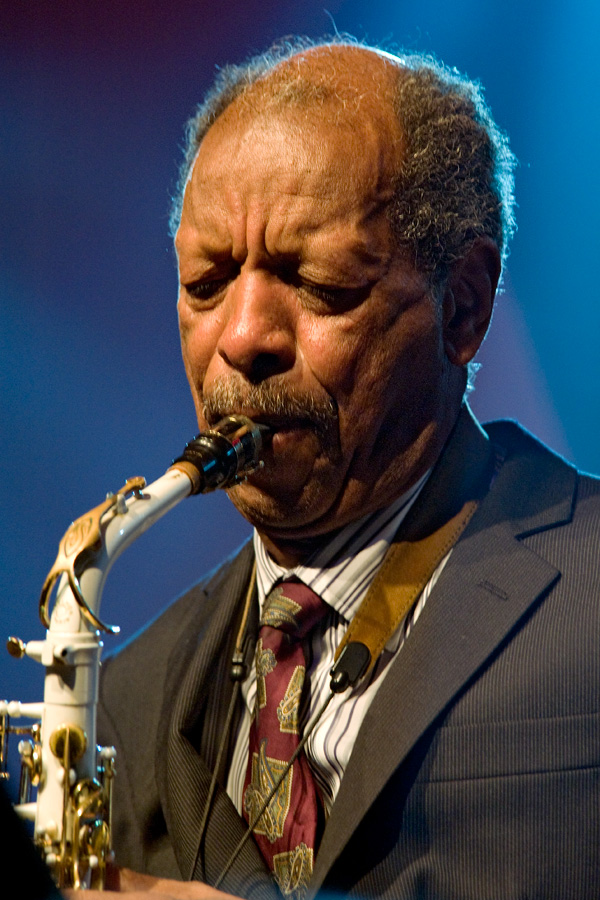
Ornette Coleman (1930–2015)

- Coleman, Patricia (* 1953), australische Tennisspielerin
- Coleman, Peter Everard (1928–2001), britischer Geistlicher, Bischof von Suffragan Crediton in Exeter (1984–1996)
- Coleman, Peter Tali (1919–1997), US-amerikanischer Politiker
- Coleman, Phil (1931–2021), US-amerikanischer Hindernis- und Mittelstreckenläufer
- Coleman, Porscha (* 1985), US-amerikanische Schauspielerin, Sängerin und Fernsehmoderatorin
- Coleman, Ray (* 1933), US-amerikanischer Country- und Rockabilly-Musiker
- Coleman, Renée (* 1962), kanadische Schauspielerin
- Coleman, Rob (* 1964), kanadischer Animator, Spezialeffektkünstler und Regisseur
- Coleman, Robert (1883–1960), britischer Segler
- Coleman, Robert F. (1954–2014), US-amerikanischer Mathematiker
- Coleman, Robert H. (1869–1946), amerikanischer Herausgeber von baptistischen Liederbüchern
- Coleman, Roger Keith (1958–1992), US-amerikanischer Mörder
- Coleman, Ronald D. (* 1941), US-amerikanischer Politiker
- Coleman, Ronnie (* 1964), US-amerikanischer BodybuilderRonnie Coleman (* 1964)

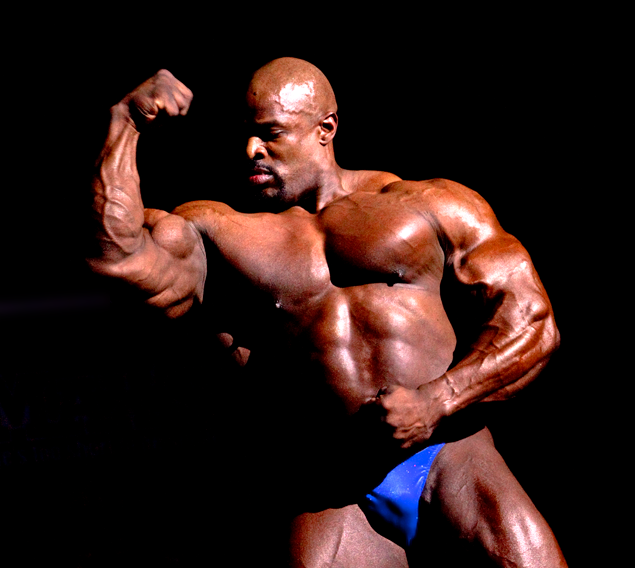
Ronnie Coleman (* 1964)

- Coleman, Séamus (* 1988), irischer Fußballspieler
- Coleman, Sidney (1937–2007), US-amerikanischer Physiker
- Coleman, Signy (* 1960), US-amerikanische Schauspielerin
- Coleman, Sophie (* 1990), englische Triathletin
- Coleman, Steve (* 1956), US-amerikanischer Jazz-Musiker
- Coleman, Tevin (* 1993), US-amerikanischer American-Football-Spieler
- Coleman, Tim (1881–1940), englischer Fußballspieler und -trainer
- Coleman, Tony (* 1945), englischer Fußballspieler
- Coleman, Vincent (1872–1917), kanadischer FahrdienstleiterVincent Coleman (1872–1917)

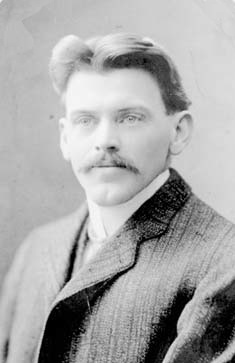
Vincent Coleman (1872–1917)

- Coleman, Walt (* 1952), US-amerikanischer Schiedsrichter im American Football
- Coleman, William D. (1842–1908), liberianischer Präsident (1896–1900)
- Coleman, William Henry (1871–1943), US-amerikanischer Politiker
- Coleman, William Thaddeus (1920–2017), US-amerikanischer republikanischer Politiker, Rechtsanwalt und Wirtschaftsmanager
- Coleman, Zenatha (* 1993), namibische Fußballspielerin
- Coleman-Madison, Linda, US-amerikanische Politikerin (Demokratische Partei)

### Colen
- Colen, Dan (* 1979), amerikanischer Künstler
- Colenbrander, Antonius (1889–1929), niederländischer Reitsportler
- Colenso, Elizabeth (1821–1904), Missionarin, Lehrerin und Übersetzerin für Englisch und Māori
- Colenso, John William (1814–1883), britischer Geistlicher, anglikanischer Bischof, Mathematiker, Theologe und Sozialaktivist
- Colenso, William (1811–1899), neuseeländischer Drucker, Botaniker, Naturforscher, Missionar und Politiker

### Colep
- Colepaugh, William (1918–2005), US-amerikanischer Überläufer nach Deutschland

### Coler
- Coler, Alwin von (1831–1901), preußischer Generalstabsarzt
- Coler, Christoph, Philologe, Historiker und Politikwissenschaftler
- Cöler, Chrysostomus (1607–1664), deutscher Jurist und braunschweig-wolfenbütteler Staatsmann
- Coler, Edit von (1895–1949), deutsche Gestapo-Agentin
- Coler, Jacob (1537–1612), lutherischer Theologe, Propst von Berlin und Superintendent von Güstrow
- Coler, Johannes (1566–1639), deutscher protestantischer Pfarrer, Vertreter der frühen Hausväterliteratur
- Coler, Peter (* 1940), deutscher Maler
- Coler, Ulrich von (1885–1953), deutscher Oberst der weißen finnischen Armee, später der Wehrmacht
- Colerick, Walpole G. (1845–1911), US-amerikanischer Politiker
- Coleridge, Hartley (1796–1849), englischer Schriftsteller
- Coleridge, John, 1. Baron Coleridge (1820–1894), englischer Anwalt, Politiker, Mitglied des House of Commons und Richter
- Coleridge, Mark (* 1948), australischer Geistlicher, Erzbischof von Brisbane
- Coleridge, Mary Elizabeth (1861–1907), englische Dichterin
- Coleridge, Samuel Taylor (1772–1834), englischer Dichter der Romantik, Kritiker und PhilosophSamuel Taylor Coleridge (1772–1834)

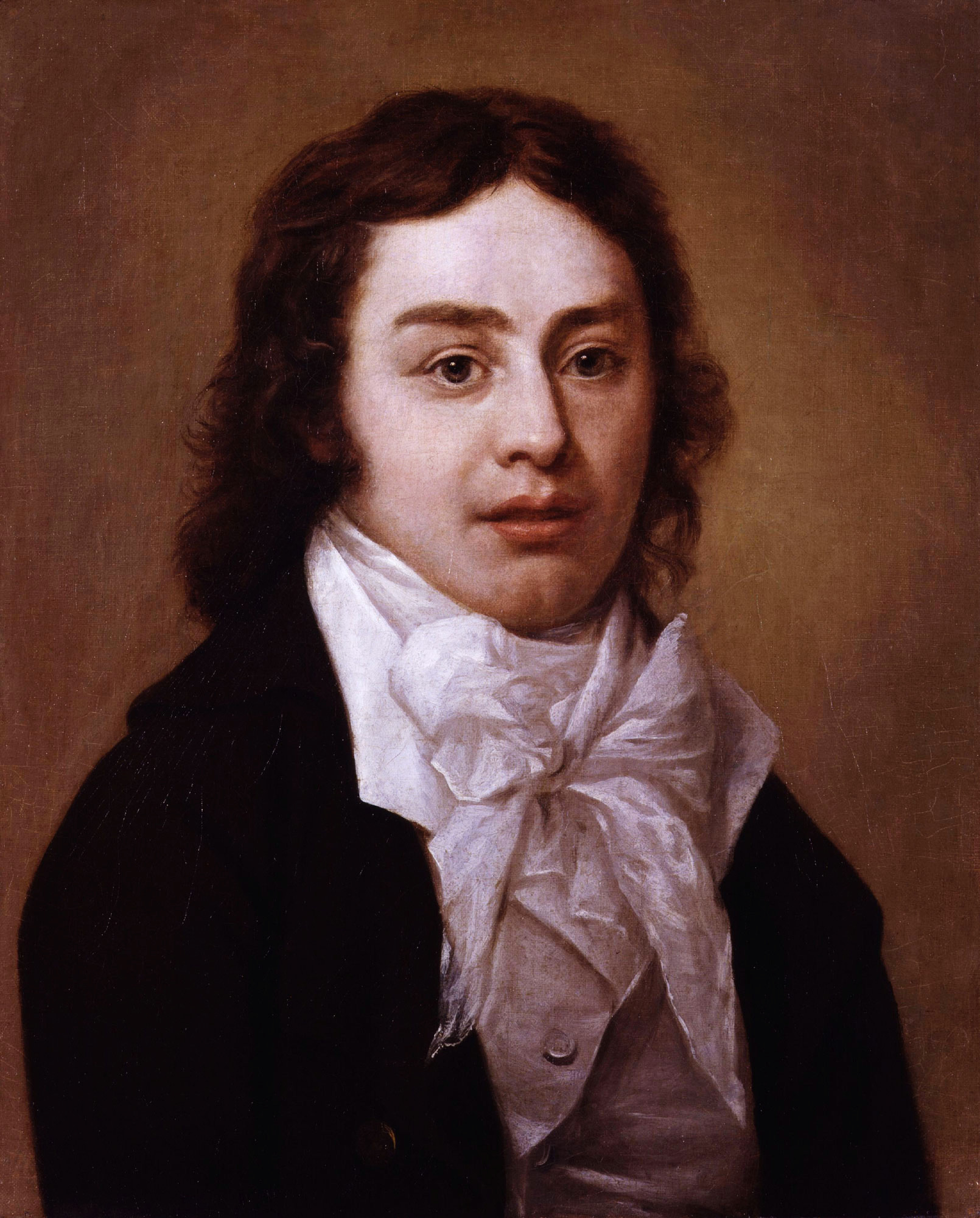
Samuel Taylor Coleridge (1772–1834)

- Coleridge, Sara (1802–1852), britische Schriftstellerin und Übersetzerin
- Coleridge-Taylor, Avril (1903–1988), britische Pianistin, Dirigentin und Komponistin
- Coleridge-Taylor, Samuel (1875–1912), englischer Komponist
- Colerus von Geldern, Emil (1856–1919), österreichischer General im Ersten Weltkrieg
- Colerus, Egmont (1888–1939), österreichischer Schriftsteller
- Colerus, Johannes (1647–1707), deutscher evangelischer Theologe, früher Spinoza-Biograph
- Colerus, Matthias († 1587), deutscher Rechtswissenschaftler

### Coles
- Coles, Bryony (* 1946), britische Archäologin
- Coles, Cecil (1888–1918), schottischer Komponist
- Coles, Charles (1911–1992), US-amerikanischer Tänzer und Choreograf
- Coles, Chris (* 1992), englischer Badmintonspieler
- Coles, Cowper Phipps (1819–1870), britischer Ingenieur und Marineoffizier
- Coles, Edward (1786–1868), US-amerikanischer Politiker
- Coles, Geoffrey (1871–1916), britischer Sportschütze
- Coles, Glynis (* 1954), britische Tennisspielerin
- Coles, Hugh (* 1992), britischer Schauspieler
- Coles, Isaac (1747–1813), US-amerikanischer Politiker
- Coles, Jenkin († 1911), australischer Politiker, Sprecher des South Australian House of Assembly
- Coles, John David, US-amerikanischer Regisseur und Produzent
- Coles, Johnny (1926–1997), US-amerikanischer Jazztrompeter
- Coles, Kim (* 1966), US-amerikanische Schauspielerin und Komikerin
- Coles, Maya Jane (* 1988), englische Musikerin, Komponistin, DJ und Produzentin
- Coles, Mildred (1876–1937), britische Tennisspielerin
- Coles, Neil (* 1934), englischer Golfer
- Coles, Nicola (* 1972), neuseeländische Ruderin
- Coles, Phillip (1931–2023), australischer Kanute, Rettungsschwimmer und Sportfunktionär
- Coles, Richard (* 1962), englischer Musiker, Geistlicher, Buchautor und RadiomoderatorRichard Coles (* 1962)

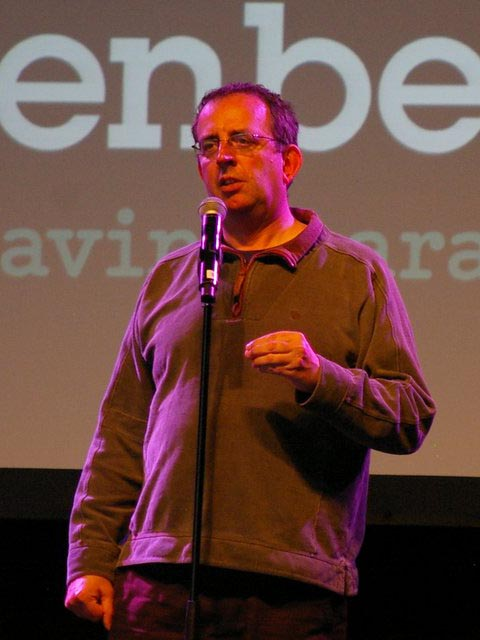
Richard Coles (* 1962)

- Coles, Robert (* 1929), US-amerikanischer Kinderpsychiater und Sachbuchautor
- Coles, Walter (1790–1857), US-amerikanischer Politiker
- Coles-Lyster, Maggie (* 1999), kanadische Radrennfahrerin
- Colesberry, Robert F. (1946–2004), US-amerikanischer Filmproduzent und Schauspieler

### Colet
- Colet, Charles Théodore (1806–1883), französischer römisch-katholischer Geistlicher, Erzbischof von Tours
- Colet, Hippolyte (1808–1851), französischer Komponist, Musikpädagoge und -theoretiker
- Colet, John (1467–1519), britischer katholischer Priester und Theologe
- Colet, Louise (1810–1876), französische Dichterin
- Coletta, Gianluca (* 1981), italienischer Radrennfahrer
- Colette (1873–1954), französische Schriftstellerin, Kabarettistin und JournalistinColette (1873–1954)

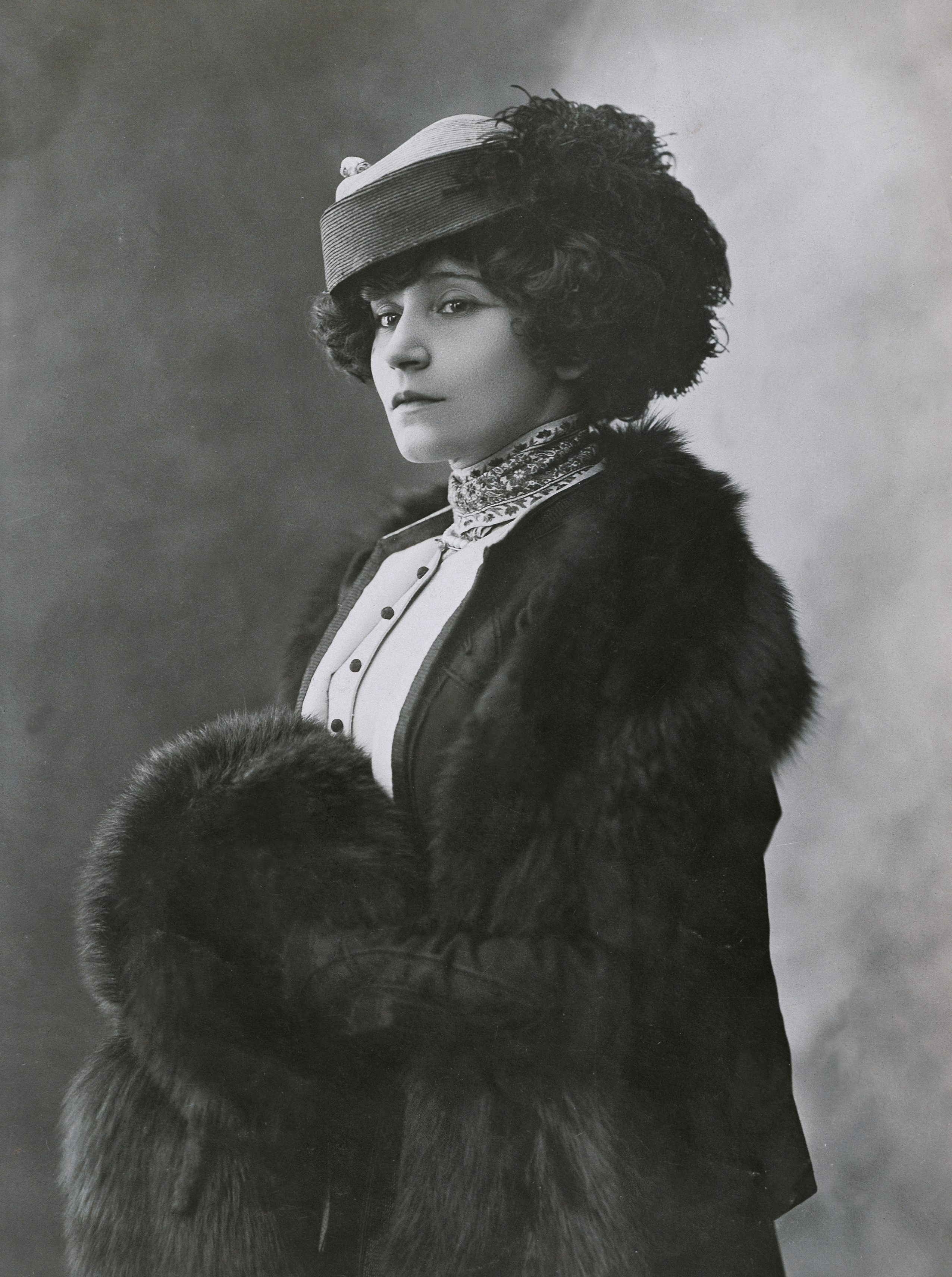
Colette (1873–1954)

- Colette von Corbie (1381–1447), französische Ordensgründerin, Heilige
- Colette, Claude (1929–1990), französischer Radrennfahrer
- Coletti, Alexandra (* 1983), italienisch-monegassische Skirennläuferin
- Coletti, Christopher, US-amerikanischer Trompeter und Arrangeur
- Coletti, Dado (* 1974), italienischer Fernsehmoderator, Filmschauspieler und Synchronsprecher
- Coletti, Diego (* 1941), italienischer Geistlicher, emeritierter römisch-katholischer Bischof von Como
- Coletti, Duilio (1906–1999), italienischer Filmregisseur und Drehbuchautor
- Coletti, Enrico (* 1961), italienischer Filmregisseur
- Coletti, Giovanni Battista (* 1948), italienischer Fechter
- Coletti, Mattia (* 1984), italienischer Skibergsteiger
- Coletti, Melchiade (1922–1997), italienischer Journalist und Filmschaffender
- Coletti, Paul (* 1959), schottischer Bratschist und Musikpädagoge
- Coletti, Stefano (* 1989), monegassischer Automobilrennfahrer
- Coletti, Tommaso (* 1984), italienischer Fußballspieler
- Coletto, Agostino (1927–2016), italienischer Radrennfahrer
- Coletus, Michael (1545–1616), lutherischer Prediger in Danzig

### Colex
- Colex, Bernardo, mexikanischer Radrennfahrer
- Colex, Bernardo junior (* 1983), mexikanischer Radrennfahrer

### Coley
- Coley, Connor, US-amerikanischer Chemieingenieur
- Coley, John Ford (* 1948), US-amerikanischer Sänger
- Coley, William (1862–1936), US-amerikanischer Knochenchirurg und Onkologe